# ارنا فنش
ارنا فنش (آلمانی: Erna Fentsch; ۲۱ آوریل ۱۹۰۹ – ۲۶ نوامبر ۱۹۹۷) هنرپیشه و فیلم‌نامه‌نویس اهل آلمان بود.
از فیلم‌ها یا برنامه‌های تلویزیونی که وی در آن نقش داشته‌است می‌توان به تونل اشاره کرد.